# Galerie Butovice
OC Galerie Butovice je obchodní a zábavní centrum v Jinonicích v městské části Praha 13 na sídlišti Nové Butovice na adrese Radlická 520/117.

## Popis

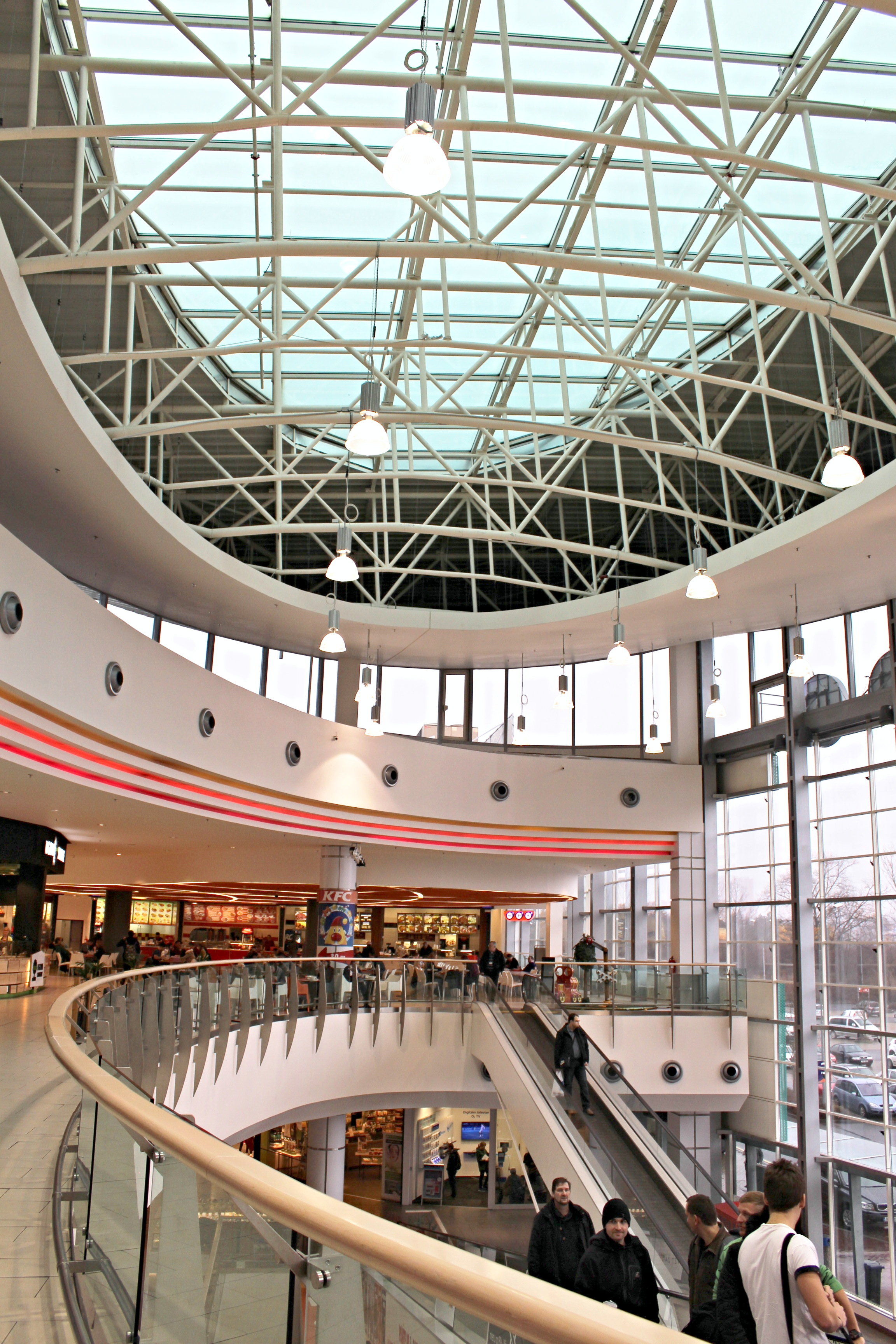
Interiér OC

Výstavbu provedla společnost Strabag. Objekt byl slavnostně otevřen pro veřejnost v březnu 2005.
Ve dvou podlažích objektu má své pobočky téměř stovka obchodů. Kromě hypermarketu jsou to butiky, módní obchody s obuví, oděvy, knihami, potravinami a nápoji atd. Jsou zde také kavárny a restaurace rychlého občerstvení. 
Užitná plocha objektu je 36 391 m².
V roce 2017 byla zahájena další fáze výstavby rozšíření centra, čímž se má obchodní plocha zvětšit na 51 500 m².
V říjnu 2019 se stala Galerie Butovice součástí českého INVESTIKA realitního fondu. Prodala mu ji mezinárodní investiční společnost Cromwell Property Group.
V květnu 2023 byl otevřen v Nových Butovicích multifunkční areál Butky Park. Tento volnočasový a zábavní park nabízí unikátní dětské hřiště z dřevěných segmentů od dánského designérského studia MONSTRUM. Jeho dominantou jsou herní prvky s ptačí tematikou. Kromě toho se zde nachází volnočasový areál o ploše tří fotbalových hřišť, eventová koncertní zóna, multifunkční hřiště pro týmové sporty, areál pro pétanque nebo dráha pro kolečkové brusle o délce 510 metrů. Investorem Butky Parku je vlastník obchodního centra Galerie Butovice – INVESTIKA realitní fond. Ten na realizaci projektu poskytl desítky milionů korun.